# LY6
LY6 (uPAR) je superrodina proteinů, které mají společnou strukturu, ale liší se funkcí expresí v jednotlivých tkáních. Jedná se o proteiny bohaté na cystein, které tvoří disulfidické můstky a formují tak LU doménu. Tyto proteiny můžeme rozdělit na membránově vázané (pomocí GPI-kotvy) a sekretované. Jsou exprimovány v různých typech tkání a jejich exprese závisí na stádiu buněčné diferenciace. Tato rodina byla objevena v 70. letech 20. století a tyto proteiny se stále používají jako markery diferenciace leukocytárních populací. V současné době je známo asi 35 lidských a 61 myších proteinů, které patří do této rodiny. V závislosti na expresi v různých tkáních mají členové rodiny Ly6 různé funkce. Podílí se například na buněčné proliferaci, buněčné migraci, mezibuněčných interakcích, maturaci imunitních buněk, aktivaci makrofágů a produkci cytokinů. Jejich nadměrná exprese nebo deregulace jejich funkce, například v důsledku bodových mutací, je spojena s nádorovým bujením a autoimunitními onemocněními.

## Genové uspořádání
Geny kódující proteiny rodiny Ly6 jsou umístěny v lidském genomu v klatrech především na chromozomech 6, 8, 11 a 19. V myším genomu jsou analogicky na chromozomech 17, 15, 9 a 7. Gen kódující protein rodiny Ly6 s jednou LU doménou je tvořen 3 exony a 2 intronůy. První exon kóduje signální peptid, exony 2 a 3 kódují samotnou LU doménu a exon 3 kóduje ještě GPI kotvu.

## Struktura proteinu
Proteiny Ly6 jsou charakterizované LU doménou. Obvykle tvoří jednu LU doménu, ale mohou jich mít i více. LU doména je tvořena 60-80 aminokyselinami a obsahuje 10 cysteinů, které jsou specificky rozestoupeny a tvoří disulfidické můstky. Tyto disulfidické můstky umožňují vytvoření tzv. 3F (three finger) strukturního motivu.
Proteiny této rodiny můžeme rozdělit na sekretované a membránově vázané. Ty jsou do membrány ukotveny GPI kotvou.

## Exprese
Přestože mají členové rodiny Ly6 stejnou strukturu, jejich exprese se liší v různých tkáních a je regulována v závislosti na stádiu buněčné diferenciace. 
Mnoho zástupců rodiny Ly6 je exprimováno v hematopoetických prekurzorech a diferencovaných hematopoetických buňkách v závislosti na příslušnosti k určité hematopoetické vývojové řadě. Jsou proto využívány jako markery leukocytů a indetifikátory jednotlivých stádií diferenciace.
Dále jsou proteiny rodiny Ly6 také exprimovány například spermiemi, neurony, keratinocyty a epiteliálními buňkami.

## Funkce
Proteiny rodiny Ly6 mají různé funkce v závislosti na expresi v různých tkáních. Hrají důležitou roli v imunitní imunitní odpovědi při infekci a udržování homeostázy při měně se podmínek. Podílí se na buněčné proliferaci, buněčné migraci, mezibuněčných interakcích, maturaci imunitních buněk, aktivaci makrofágů a produkci cytokinů. Také se podílí na aktivitě komplementu, neuronální aktivitě, angiogenezi, nádorovém bujení a hojení ran.

## Klinický význam
Proteiny Ly6 rodiny s výjimkou SLURP1 jsou nadměrně exprimovány v zánětlivém prostředí a nádorové tkáni. Používají se proto jako nádorové markery a také jako terapeutické cíle.
Některé bodové mutace v proteinech rodiny Ly6 jsou spojeny s výskytem autoimunitních onemocnění, jako je například psoriasis vulgaris.

## Proteiny rodiny Ly6
- LY6E
- LYNX1
- LYPD1
- LYPD3
- LYPD5
- LYPD8